# Beautiful Wasteland
Beautiful Wasteland è il settimo album in studio del gruppo folk rock scozzese Capercaillie, pubblicato nel 1997.

## Tracce
1. M'Ionam
2. Inexile
3. The Tree
4. Am Mur Gorm (The Blue Rampart)
5. Beautiful Wasteland
6. Co Ni Mire Rium (Who Will Flirt with Me?)
7. Shelter
8. Hebridean Hale-Bopp
9. Kepplehall/25 Kts
10. Thiocfadh Leat Fanacht
11. Finlay's
12. Sardinia